# 渡辺文樹
渡辺 文樹（わたなべ ふみき、1953年 - ）は、日本の映画監督。渡邊 文樹と表記されることもある。ちまちまとした小騒動を起こすことで作品に注目を集める炎上スタイルの活動を行っている。

## 経歴
1953年（昭和28年）、福島県いわき市に生まれる。福島県立磐城高等学校在学中に映画同好会を設立。1978年（昭和53年）に福島大学教育学部を卒業した。
学生時代から自主映画を製作しており、福島大学卒業後も家庭教師をして資金を捻出しながら映画を製作した。1987年（昭和62年）、16ミリ映画『家庭教師』で監督デビュー。『家庭教師』では監督と主演のほか、脚本、製作、撮影、編集、音楽も渡辺が手がけた。家庭教師をしていた際に性欲の対象がティーンエイジャーの教え子に変化し、『家庭教師』には自身と田舎の女子高生との性交も描かれている。同作は正式にロードショー公開を目指して、渡辺自ら新宿の歩行者天国をプラカードを持って歩くなどの行動力で1987年11月、池袋文芸坐地下での上映を勝ち取った。
1990年（平成2年）、不倫による家庭崩壊を描いた『島国根性』で日本映画監督協会奨励賞を受賞した。なお、同年度の奨励賞は『3-4X10月』の北野武監督も受賞している。渡辺の妻はもともと家庭教師先の母親だった女性であり、『島国根性』は自身の不倫の経験を投影させた作品である。『島国根性』では監督と主演のほか、脚本、製作、撮影、編集、音楽も渡辺が手がけた。
1992年（平成4年）には福島県田村郡三春町で実際に起きた中学生の自殺事件（福島県要田中学校生徒自殺事件）に基づいた『ザザンボ』を公開した。福島県警察は自殺と断定して捜査を終えたが、映画では中学生の家族による他殺（絞殺）として描いた。郡山市に貼られたポスターには「容疑者（家族）への公開質問」が書かれ、上映前には渡辺が家族に対して面会を求めた。衝撃的な文言が書かれたポスターも貼られた。静岡市での上映会には中高生が殺到し、数百人が騒ぐなどの混乱が起こっている。福島地方法務局は人権侵犯の疑いがあるとし、当初は松竹系映画館で公開予定だったが、松竹が懸念を示したことで自主上映となった。1993年（平成5年）には中学生の両親によって、人格権侵害などで渡辺や製作会社が提訴された。1995年（平成7年）には福島地方裁判所郡山支部で、和解金250万円の支払いや渡辺による両親への謝罪などによる和解が成立した。
1997年（平成9年）11月14日には三重県四日市市の四日市市文化会館で『バリゾーゴン』（罵詈雑言）が上映されたが、上映前には四日市市の電柱や信号機にポスターが大量に貼られ、四日市土木事務所によって三重県屋外広告物条例と道路法違反として剥がされた。渡辺は上映の数日前から街宣車も運転し、三重県立四日市南高等学校や三重県立四日市工業高等学校の敷地に侵入したことで、試験中の四日市南高校などでは大騒ぎとなった。
1999年（平成11年）2月、宮崎県宮崎市の宮崎北警察署に宮崎市屋外広告物条例違反で逮捕された。宮崎市はそれまでに、無許可で貼られた『腹腹時計』の約1300枚のポスターを撤去していた。2月11日には渡辺の事務所と自宅などが家宅捜索された。渡辺が逮捕されたのは西都市での上映予定日であり、渡辺の拘置によって宮崎市や鹿児島市での全5か所での上映が中止となった。2月26日には宮崎県議会の一般質問中に、傍聴席にいた渡辺が議場に乱入し、威力業務妨害の現行犯で逮捕された。乱行は吉田悦郎宮崎県警察本部長に抗議する目的だったが、宮崎簡易裁判所から罰金10万円の略式命令を受けた。
2008年（平成20年）5月14日、旅館の宿泊代を踏み倒したとして詐欺罪の疑いで逮捕された。同年1月下旬、宮城県東松島市の旅館に女性と子ども一人を連れて宿泊し、宿泊代計7万数千円を支払わなかった疑いである。渡辺ら3人は3泊する予定で、3日目の21時過ぎに外出した後、旅館に対して「友人の家に泊まる」と電話した。不審を感じた従業員が部屋を調べると荷物がなくなっていたという。渡辺は本名で宿泊し、自宅の電話番号も伝えていたという。
2008年（平成20年）には宮城県仙台市の仙台市シルバーセンターで『天皇伝説』を含む2作品の上映が予定されていたが、「妨害行為や威嚇行為の発生が予想され、センターの管理上支障を及ぼすおそれがある」として、仙台市は上映前日に施設の使用許可を取り消した。
2008年（平成20年）9月11日、東京都で自作の映画『天皇伝説』の宣伝ポスターを100枚ほど許可なく貼ったとして、警視庁公安部公安二課の捜査員によって軽犯罪法違反容疑で女性アシスタントとともに逮捕された。ポスターには「現天皇は昭和天皇の子ではない」などの趣旨の文言も書かれていた。なお、本件は検察において不起訴となった。渡辺は「一件解決して釈放直後に他の嫌疑での別件逮捕を繰り返している」と語り、警察の姿勢を批判した。同年10月12日には、神奈川県横浜市港北区の電柱に無許可で『ノモンハン』の告知ポスターを貼ったとして、港北警察署によって軽犯罪法違反の疑いで取り調べを受けた。
2009年（平成21年）10月27日、石川県金沢市と内灘町と野々市町の電柱などに無断で『天皇伝説』のポスターを貼ったとして、金沢東警察署にいしかわ景観総合条例違反の疑いで逮捕された。ポスターは3市町に計1062枚が貼られたが、渡辺は貼った記憶がないとして容疑を否認した。
2012年（平成24年）4月9日、静岡中央警察署・静岡南警察署・静岡県警察公安課によって、静岡市屋外広告物条例違反の現行犯で渡辺が逮捕されたことが発表された。なお、この発表時には「自称映画監督」という肩書が用いられている。

## スタイルと影響
妻とともに映画製作会社のマルパソプロダクションを立ち上げている。マルパソプロダクションの名前は、クリント・イーストウッドが設立した同名の映画製作会社に由来している。また、映画の製作だけではなく宣伝や映写も渡辺自身が手がける。上映日、料金、「発禁確実」「見たらきっと吐く」などのキャッチコピーが書かれたポスターを街角に貼って宣伝し、全国の公民館などで上映するといったかたちで、巡回興行をおこなっている。

## フィルモグラフィー
- 『家庭教師』（1987年）
- 『島国根性』（1990年） - カンヌ国際映画祭出品、日本映画監督協会新人賞（奨励賞）
- 『ザザンボ』（1992年）
- 『バリゾーゴン』（罵詈雑言、1994年）
- 『腹腹時計』（1999年）
- 『阿鼻叫喚』（2003年）
- 『御巣鷹山』（2005年）
- 『ノモンハン』（2008年）
- 『天皇伝説』（2008年）
- 『三島由紀夫』（2008年）
- 『赤報隊』（2008年）
- 『政治と暴力』（2010年）
- 『金正日』（2011年）
- 『安倍晋三 CIAにいいなりの男』（2015年）